# Heo Mok
Dans ce nom coréen, le nom de famille, Heo, précède le nom personnel.
Pour les articles homonymes, voir Heo.
Heo Mok (허목 ; 許穆, 1595-1682) est un homme de lettres, philosophe, savant et artiste coréen ayant pour pseudonymes Misu et Daryungroin. 
Ministre du gouvernement coréen en 1674 et vice-Premier ministre en 1675, il fut exilé en 1680. 

## Œuvres
- Gyeongreyuchan (경례유찬, 經禮類纂) (1647)
- Dongsa (동사, 東史) (1667)
- Blue Gentelman List (청사열전 淸士列傳) (1667)
- Gyeong seol (경설 經說) (1677)
- Misu Cheonjamun (미수 천자문 眉叟天字文)
- Dangun sega (단군세가 檀君世家)
- Misu Gieon (미수기언, 眉叟記言)
- Sim Hakdo (심학도, 心學圖) : art
- Banggukwangjorye (방국왕조례, 邦國王朝禮)
- Jeongchejeonjungseol (정체전중설, 正體傳重說)
- Yosunwujeonsusimbeopdo (요순우전수심법도, 堯舜禹傳授心法圖)》
- Heo Mok sugobon (허목수고본, 許穆手稿本)
- Dutasangi (두타산기, 頭陀山記)